# Бомбардування Любека

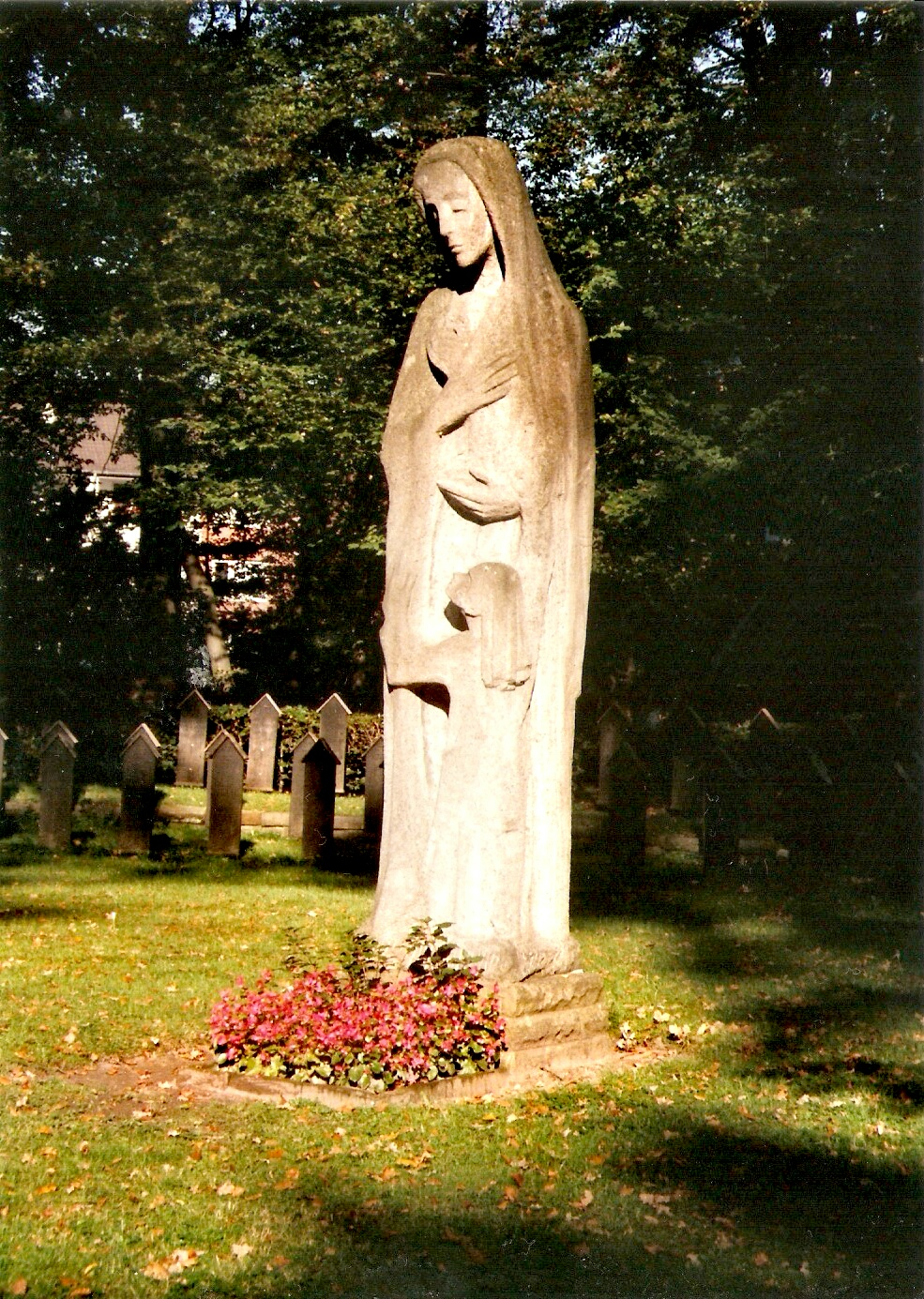
«Мати», пам'ятник жертвам повітряного нальоту на Любек, 29 березня 1942

Бомбардування Любека — бомбардування міста, проведене Королівськими військово-повітряними силами Великобританії 28 — 29 березня 1942 року .
Наліт на Любек вважається відповіддю Британії на бомбардування Німеччиною англійських міст. З погляду британського командування, він тоді вважався великим успіхом британської бомбардувальної авіації на німецькі міста у Другій світовій війні. За нальотом на Любек послідували нальоти на Гамбург, Бремен та інші міста Німеччини, аж до нальоту на Дрезден.
Любек, розташований на березі Балтійського моря, екіпажам літаків було легко знайти завдяки тому, що при повному місяці була хороша видимість і води річок відбивали світло місяця. Вночі 28 березня і в ранні години 29 березня (вербна неділя) 1942 року 234 бомбардувальники Vickers Wellington і Short Stirling скинули близько 400 тонн бомб, у тому числі 25 тисяч запальних пристроїв. Королівські ВПС втратили 12 літаків.
Невелика кількість зенітних батарей ППО дозволяла екіпажам багатьох літаків здійснювати бомбометання, знижуючись до 600 метрів над землею (2 000 футів). Авіаналіт проходив у три хвилі, літаки першої хвилі з навігаційною системою Gee, керовані досвідченими пілотами, досягли Любека о 23:18, рейд завершився о 02:58. Хоча Любек був поза межами дії системи Gee, вона допомогла при навігації. Екіпажі 192 літаків доповіли про успішне ураження цілей.
Спочатку з бомбардувальників скидалися фугасні бомби, що руйнували дахи будинків, потім у прорізи, що утворилися, — запальні. Згідно з британськими даними, 1468 (7,1 %) будівель було зруйновано, 2180 (10,6 %) — серйозно пошкоджено і 9103 (44,35 %) отримали незначні пошкодження. Бомби проклали «коридор» з півдня на північ близько 300 м завширшки: від кафедрального собору Святого Миколая — до церкви Святого Петра і далі — до ратуші та церкви Святої Марії. Німецька поліція повідомила, що 301 особа загинула, 3 зникли безвісти, 783 поранено і понад 15 000 (близько 10 % населення міста) втратили житло. Під бомбами та в пожежах також загинули багато історичних та мистецьких цінностей колишньої столиці середньовічної Ганзи.
Артур Гарріс заявив, що «Любек згорів у вогні», тому що «він був містом середніх розмірів, що мало деяке значення як порт з розташованими поблизу доками для будівництва підводних човнів. Він не був метою першорядної ваги, проте мені здається, що краще знищити середнє промислове місто, ніж зазнати невдачі при спробі зруйнувати велике». За словами Гарріса, втрати в 5,5 % від кількості атакуючих літаків були не більшими, ніж очікувалося у світлу місячну ніч, проте, якби такий рівень втрат встановився протягом тривалого часу, то сили бомбардувального командування Королівських ВПС не змогли б виконувати завдання в повному обсязі.
Відомо про страту групи з чотирьох священнослужителів Любека (трьох священиків-католиків та одного пастора-євангеліста), заарештованих після авіанальоту. Один із них під час проповіді наступного дня сказав, що бомбардування є «божим судом». Суд визнав цю промову антиурядовою та як такою, що підриває мораль і йде на користь ворогові. 10 листопада 1943 року священики були обезголовлені в гамбурзькій в'язниці.
Всесвітньо відомий громадянин міста, нобелівський лауреат, письменник Томас Манн, який перебував у вимушеній еміграції в США, чиє фамільне гніздо «Будденброк-Гаус» також було в результаті нальоту зруйновано, пояснив наліт відплатою нацистської Німеччини за її нелюдські злочини проти мирного цивільного населення Європи.
У день пам'яті про бомбардування до міста Любек з'їжджаються неонацисти Півночі Німеччини та намагаються провести містом «марш пам'яті». Міська влада забороняє їхній марш. А щоб не дати окремим групам неонацистів таки пройти до центру міста, представники лівої та ліберальної громадськості збирають антидемонстрацію та займають нею ключові місця на карті міста, заплановані нацистами. У сучасній історії міста було багато випадків, коли буфером між двома демонстраціями доводилося бути поліції. Траплялися і зіткнення.